# Wahlkreis Somma Vesuviana
Der Wahlkreis Somma Vesuviana ist seit 2020 ein Wahlkreis (italienisch collegio elettorale) für die Wahl der Abgeordnetenkammer.

## Wahlkreisgebiet
| Wahlkreise – Camera dei deputati – Kampanien | Wahlkreise – Camera dei deputati – Kampanien | Wahlkreise – Camera dei deputati – Kampanien |
| Provinz                                      | Provinz                                      | Gemeinden nach Provinzen ⮞ Wahlkreis |
| -------------------------------------------- | -------------------------------------------- | --- |
|                                              | Metropolitanstadt Neapel (92 Gemeinden)      | Teil Neapels ⮞ Wahlkreis Neapel – Fuorigrotta Teil Neapels ⮞ Wahlkreis Neapel – San Carlo all’Arena 13 ⮞ Wahlkreis Acerra 14 ⮞ Wahlkreis Casoria 16 ⮞ Wahlkreis Giugliano in Campania 28 ⮞ Wahlkreis Somma Vesuviana 20 ⮞ Wahlkreis Torre del Greco |
|                                              | Provinz Avellino (118 Gemeinden)             | alle ⮞ Wahlkreis Avellino |
|                                              | Provinz Benevento (78 Gemeinden)             | alle ⮞ Wahlkreis Benevento |
|                                              | Provinz Caserta (104 Gemeinden)              | 24 ⮞ Wahlkreis Caserta 52 ⮞ Wahlkreis Aversa 28 ⮞ Wahlkreis Benevento |
|                                              | Provinz Salerno (158 Gemeinden)              | 20 ⮞ Wahlkreis Salerno 112 ⮞ Wahlkreis Eboli 26 ⮞ Wahlkreis Scafati |

Der Wahlkreis umfasst 28 Gemeinden der Metropolitanstadt Neapel (Boscoreale, Brusciano, Camposano, Carbonara di Nola, Casamarciano, Cicciano, Cimitile, Comiziano, Liveri, Mariglianella, Marigliano, Nola, Ottaviano, Palma Campania, Poggiomarino, Pompei, Roccarainola, San Gennaro Vesuviano, San Giuseppe Vesuviano, San Paolo Bel Sito, San Vitaliano, Saviano, Scisciano, Somma Vesuviana, Striano, Terzigno, Tufino und Visciano).

## Wahlergebnisse

### Parlamentswahl 2022
| Kandidaten                          | Kandidaten                  | Stimmen | %    | Listen                                                  | Stimmen | %    |
| ----------------------------------- | --------------------------- | ------- | ---- | ------------------------------------------------------- | ------- | ---- |
|                                     | Carmela Di Laurogewählt     | 52.823  | 34,8 | Movimento 5 Stelle                                      | 52.823  | 34,8 |
|                                     | Marta Schifone              | 51.072  | 33,7 | Fratelli d’Italia                                       | 24.110  | 15,9 |
| Forza Italia                        | Marta Schifone              | 51.072  | 33,7 | 20.260                                                  | 13,3    |      |
| Lega per Salvini Premier            | Marta Schifone              | 51.072  | 33,7 | 6.116                                                   | 4,0     |      |
| Noi Moderati                        | Marta Schifone              | 51.072  | 33,7 | 586                                                     | 0,4     |      |
|                                     | Enzo Peluso                 | 30.217  | 19,9 | Partito Democratico – Italia Democratica e Progressista | 18.720  | 12,3 |
| Alleanza Verdi e Sinistra           | Enzo Peluso                 | 30.217  | 19,9 | 5.261                                                   | 3,5     |      |
| Impegno Civico – Centro Democratico | Enzo Peluso                 | 30.217  | 19,9 | 3.538                                                   | 2,3     |      |
| +Europa                             | Enzo Peluso                 | 30.217  | 19,9 | 2.698                                                   | 1,8     |      |
|                                     | Giuseppa Maria Piedepalumbo | 9.749   | 6,4  | Azione – Italia Viva                                    | 9.749   | 6,4  |
|                                     | Michele La Pietra           | 4.900   | 3,2  | Unione Popolare                                         | 4.900   | 3,2  |
|                                     | Sergio Delle Donne          | 1.508   | 1,0  | Italexit per l’Italia                                   | 1.508   | 1,0  |
|                                     | Angelantonio Storti         | 923     | 0,6  | Italia Sovrana e Popolare                               | 923     | 0,6  |
|                                     | Ida Stringile               | 573     | 0,4  | Noi di Centro – Europeisti                              | 573     | 0,4  |
| Gesamt                              | Gesamt                      | 151.765 | 100  |                                                         | 151.765 | 100  |
|                                     |                             |         |      |                                                         |         |      |
| Ungültige Stimmen                   | Ungültige Stimmen           | 7.105   | 4,5  |                                                         |         |      |
| Wähler                              | Wähler                      | 158.870 | 53,8 |                                                         |         |      |
| Wahlberechtigte                     | Wahlberechtigte             | 295.030 |      |                                                         |         |      |
|                                     |                             |         |      |                                                         |         |      |
| Quelle: Innenministerium            |                             |         |      |                                                         |         |      |